# Aleksander Terplan
Aleksander Terplan (madžarsko Terplán Sándor, staroprekmursko Šandor Terplan), madžarski slovenski evangeličanski pastor in pisatelj, * 1. maj 1816, Ivanovci, † 18. marec 1858, Puconci.

## Življenjepis
Njegov oče Ivan Terplan je bil vinski trgovec, ter upravnik posestva barona Sallerja v Ivanovcih, mati Žužana (Suzana) Berke je bila plemiškega rodu iz znane prekmurske plemiške rodbine Berke in teta pisatelja Ivana Berkeja. Žužana je bila hčerka iz drugega zakona Janeza pl. Berke iz Tešanovec z Katarino pl. Farkaš. Družina je posedovala posestva v Tešanovcih, Domanjševcih, ter v kraju Kukeč (ob popisu plemstva Železne županije se leta 1845 omenja Suzana pl. Berke,vdova po Ivanu Terplanu, kot lastnica posesti v omenjenih krajih). Terplanov stari oče je bil župan.
Terplan je osnovno šolo obiskoval v vasi Domanjševci, zatem pa je šolanje nadaljeval v Szentgyörgyvölgyu (Őrség), kjer je študiral latinščino. Od leta 1828 je študiral teologijo v Kisegu in v Sombotelu. Leta 1837 je dobil štipendijo za nadaljevanje študija na Dunaju. Tam je študiral od leta 1838.
Prvo kaplansko službo je dobil v Puconcih pri svojem stricu Ferencu Berkeju, od koder je odšel v Sombotel. Leta 1843 se je vrnil in pastiroval v Puconcih od leta 1844. Terplan je umrl v 42. letu starosti, Rudolf Cipot ga je pokopal.
Poročil se je z plemkinjo Terezijo pl. Horvath, hčerko evangeličanskega duhovnika iz Meszlena Petra pl. Horvath-a in Ane pl. Bachich, ki se je po smrti Petra poročila za puconskim evangeličanskim duhovnikom in seniorjem Francem Xaverjem pl. Berke-jem. V zakonu so se jima rodili:
- Evgenij Aleksander (roj. 30. september 1846 Puconci, † 1923 Kiseg) gornjepetrovski evangeličanski duhovnik (1869-1919), botrovali so mu upravnik rakičanskega gospostva Štefan pl. Bachich, Ana pl. Bachich (vdova po Francu Xaverju pl. Berke), Ephalia Vukanich (roj. pl. Bachich) in odvetnik Viktor Vukanich
- Henrijeta Ana Terezija (roj. 20. julij 1848 Puconci), botrovali so ji zdravnik beltinskega gospostva Karel Friderik Siegel, njegova soproga Ana Saly in vdova Ana pl. Berke (roj. pl. Bachich)
- Karel Friderik (roj. 19. avgust 1851 Puconci), botrovala sta mu zdravnik beltinskega gospostva Karel Friderik Siegel in njegova soproga Ana Saly

## Pisateljsko delo
Terplan je med drugim spisal ABC knjižico in nekaj verskih del. Njegove knjige so napisane v prekmurščini, pa tudi v madžarščini in nemščini. Slovenski politik Božidar Raič je Terplana označil za enega najpomembnejših slovencev na Ogrskem. Leta 1848 je prenaredil Novi Zákon, delo Štefan Küzmiča. Bil je v stiku z jezikoslovcem Oroslavom Cafom, s katerim sta opisala slovensko štajersko narečje, Terplan pa je nadaljeval tudi s standardizacijo prekmurščine.

## Dela
- Dvakrat 52 Bibliszke Historie, 1847 Kőszeg
- Knige 'zoltárszke, 1848 Kőszeg
- Peszmi i réd, 1856 Gradec
- Kní'zicze dáni áldovov na orgone vu evang. czérkvi püczonskoj, 1857 Gradec
- Krszcsánsztva Ábéczé, 1869 Sopron
- Agenda, December, 1838
- Molitvi na rázlocsne potrebcsine, 7. oktober, 1838
- Molitvi pri Szprevájanyi i pokápanyi Mrtveczov, 1838.
- Szpoved Betecznikov, 1849.
- Betegek gyóntatása, 1849
- Kranken-Communion, 7. oktober, 1849.
- Temetéskorra való imádságok, 1849.